# NGC 2022
NGC 2022 é uma nebulosa planetária na constelação de Orion.